# Intsia acuminata
Intsia acuminata é uma espécie vegetal da família Fabaceae.
Apenas pode ser encontrada na Filipinas.
Está ameaçada por perda de habitat.